# Fürdőhelyiség

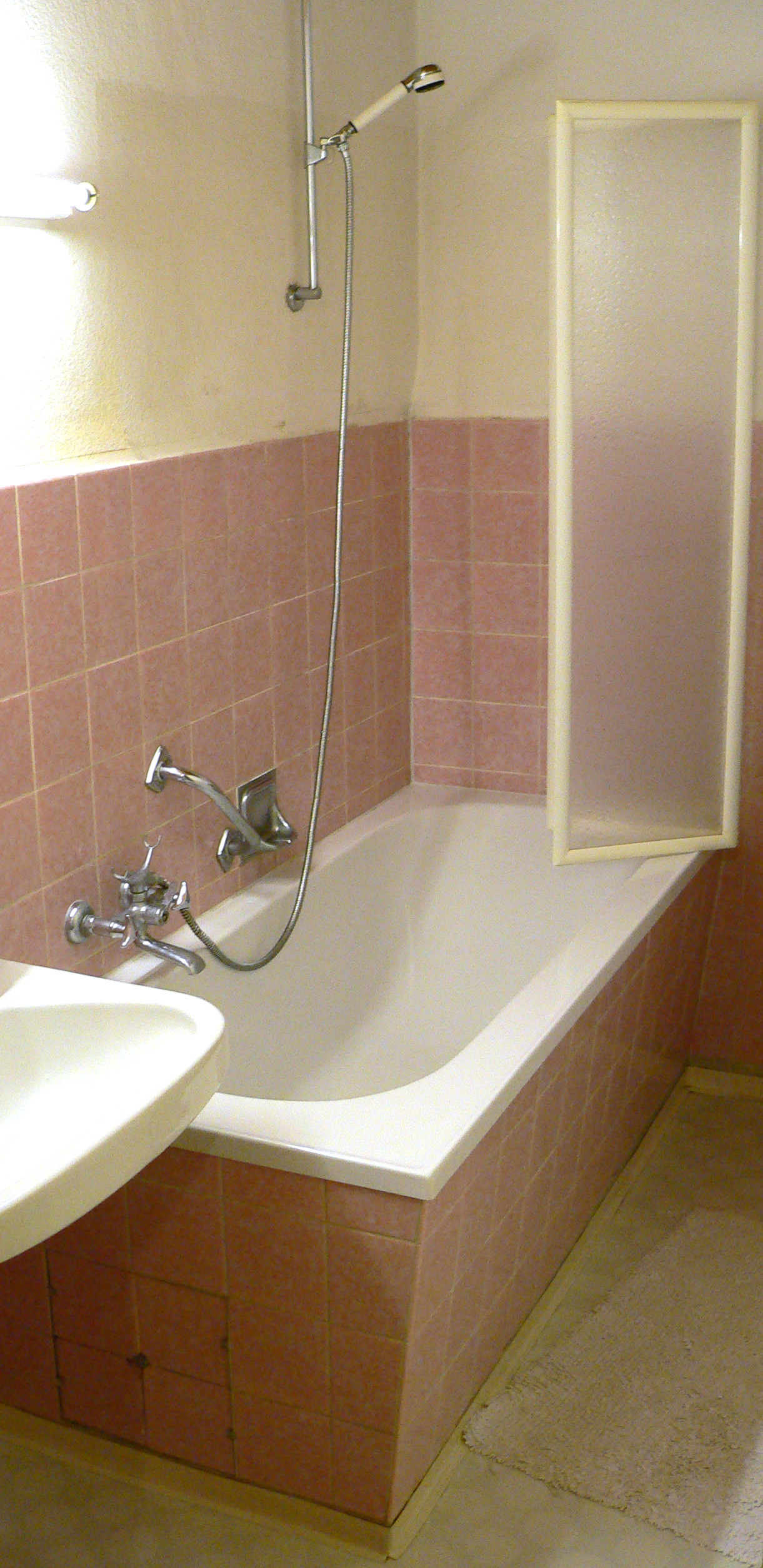
Zuhanyozó és fürdőkád kombinációja

A fürdőhelyiség a hivatalos nyelvhasználatban az egészségügyi helyiségek közé tartozó egyes mellékhelyiségek gyűjtőfogalma. Magában foglalja a fürdőszobát, a mosdót és zuhany(ozó)fülkét. Megléte, illetve minősége a lakás komfortfokozatát, illetve az egyes szálláshelyek besorolását befolyásoló tényező.(Két vagy több fürdőhelyiség esetén a köznyelv a lakás komfortfokozatát duplakomfortosnak,, illetve luxusnak nevezi.) Bár továbbra is a fürdőszoba a legjellemzőbb fürdőhelyiség, helytakarékossági vagy funkcionális szempontok alapján számos esetben fürdőszoba (vagy az egyik fürdőszoba) helyett zuhanyozófülkéket létesítenek.
Napjainkban a fürdőhelyiségek berendezései egyre több, egyre kényelmesebb funkciót nyújtanak. A fürdőhelyiség kialakításának esztétikai szempontjai is teret kapnak. Ennek következtében a fürdőhelyiség egyre inkább divatcikké válik.

## A fürdőhelyiség fajtái
1. fürdőszoba
2. fürdőszoba WC-vel
3. zuhanyzóhelyiség
4. zuhanyzóhelyiség WC-vel
5. mosdóhelyiség
6. mosdóhelyiség WC-vel

## Története

### Története Magyarországon

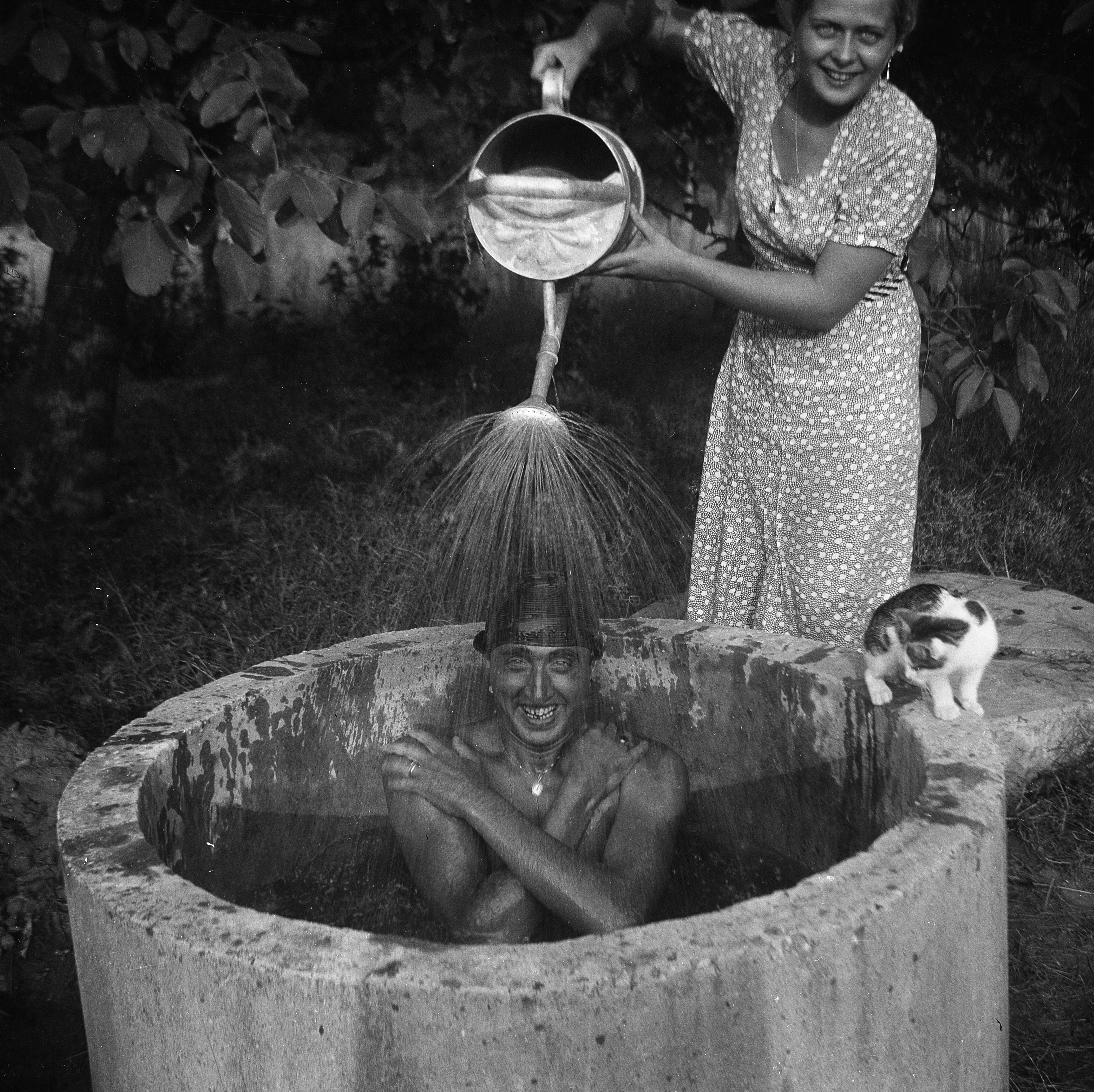
Kezdetleges fürdő (1937)

A higiénia fejlődésével általánossá vált, hogy a lakóingatlanokba bevezetik a vizet és a kisebb lakásokat is vizesblokkokkal látják el. A nagyvárosok fejlődése során azonban számos olyan lakás létesült, amelyben nem volt mosdási, illetve mosási lehetőség. Budapesten is jellemzővé vált a 19. század utolsó harmadában az olyan zárt udvaros, többemeletes lakóház, amelynek csak az elegánsabb, az utcára néző lakásaiban létesítettek fürdőhelyiséget. A szegényebb lakók számára közös mosdóhelyiségeket építettek, illetve nem otthon, hanem közfürdőkben tisztálkodhattak. A mosást is közös helyiségben, ú.n. mosókonyhában végezték. Az első világháború előtti korszerűbb telepszerű lakásépítésnél általánossá vált viszonylag kis alapterületű lakásoknak fürdőszobával együtt való felépítése. Az első világháború ezt a fejlődési folyamatot megtörte és a trianoni békeszerződés megkötése utáni időkben felszökött nagy mennyiségi igény enyhítésére szükséglakásokat, illetve komfort nélküli lakásokat is létesítettek.
A második világháború nagy veszteséget okozott a lakásállományban is, ezért először a lakások mennyiségi pótlása volt előtérben. A lakások államosítása, illetve a társbérletesítés következtében számos lakásban több család közösen használt egy fürdőszobát.
Az 1970-es években felgyorsult lakásépítés fürdőszobás lakások építését célozta meg. Az 1980-as években a lakásépítés súlya egyre inkább a magánlakások építésére tolódott át. Az 1990-es évek eleje, az állami, illetve önkormányzati lakásoknak a bérlők részére való értékesítése óta a komfortosítás egyértelműen a lakók, a tulajdonosok feladatává vált. A lakások tömeges építésével a rosszul lerakott lefolyó csatornák miatti dugulások száma is igencsak megszaporodott, ráirányítva a figyelmet a duguláselhárítás fontosságára.

## Képgaléria

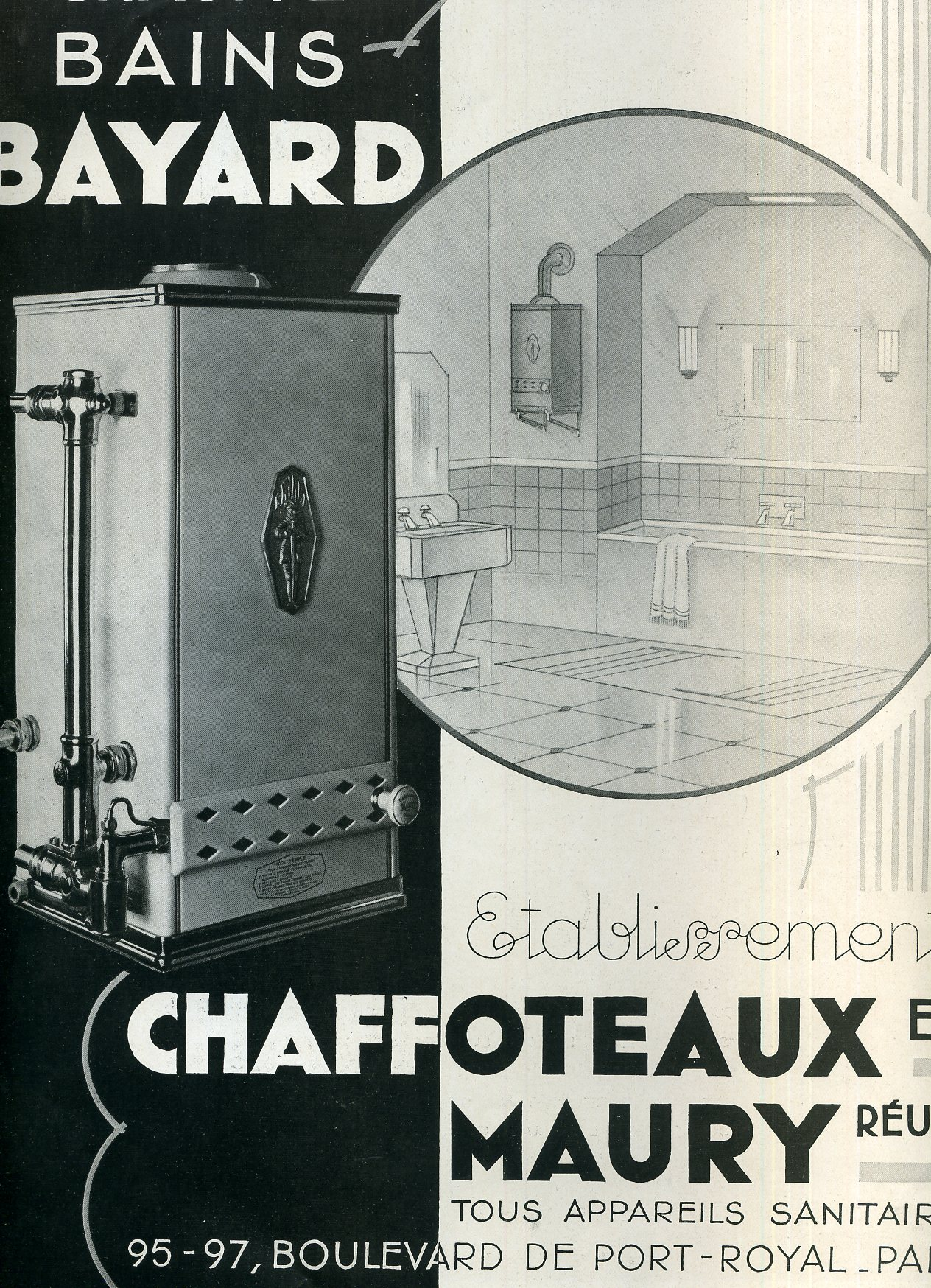
Fürdőszoba-berendezési plakát az 1930-as évekből
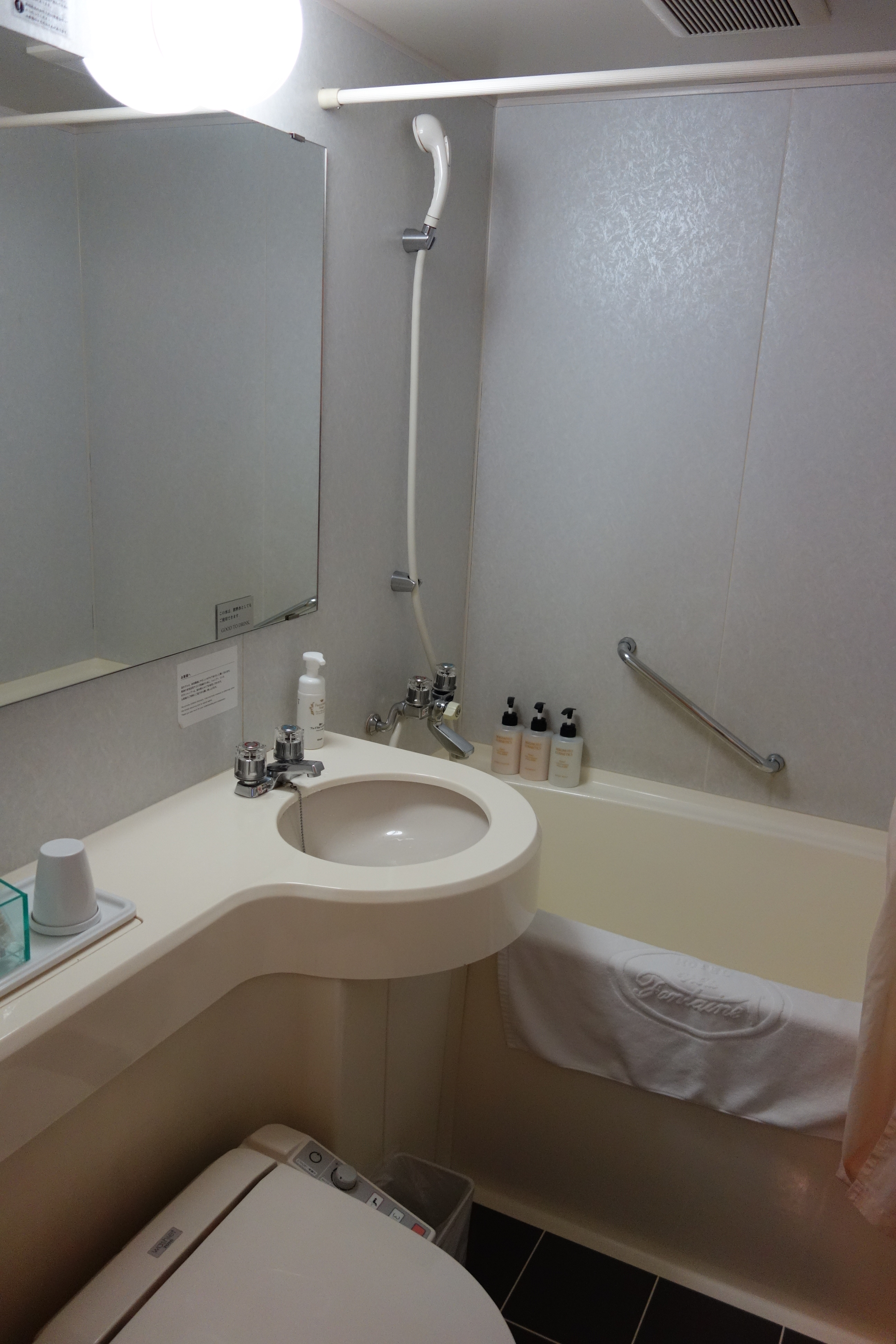
Toalett - zuhanyzó - fürdő kombinációja egy japán szállodában
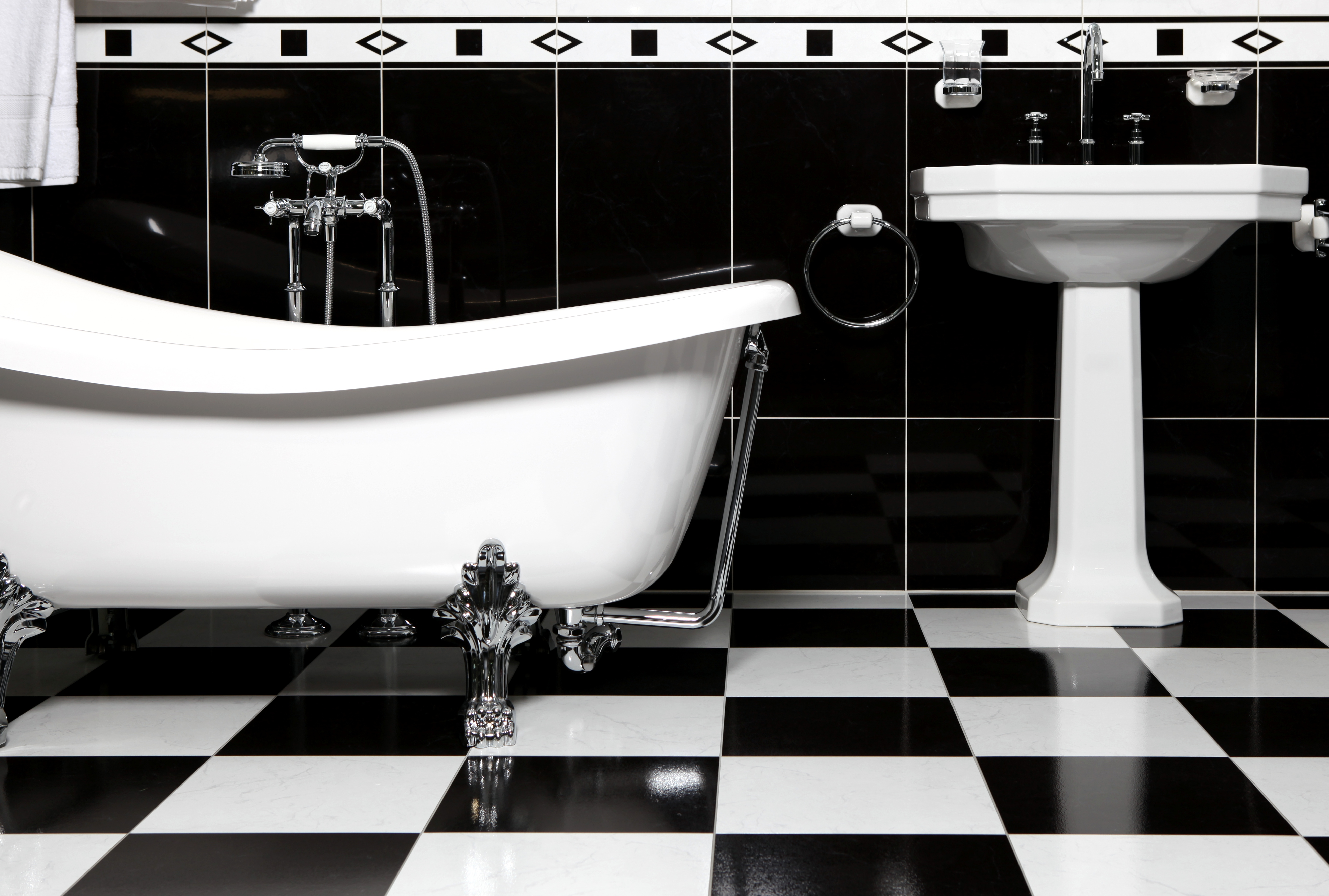
Divatos fekete - fehér fürdőszobai kombináció
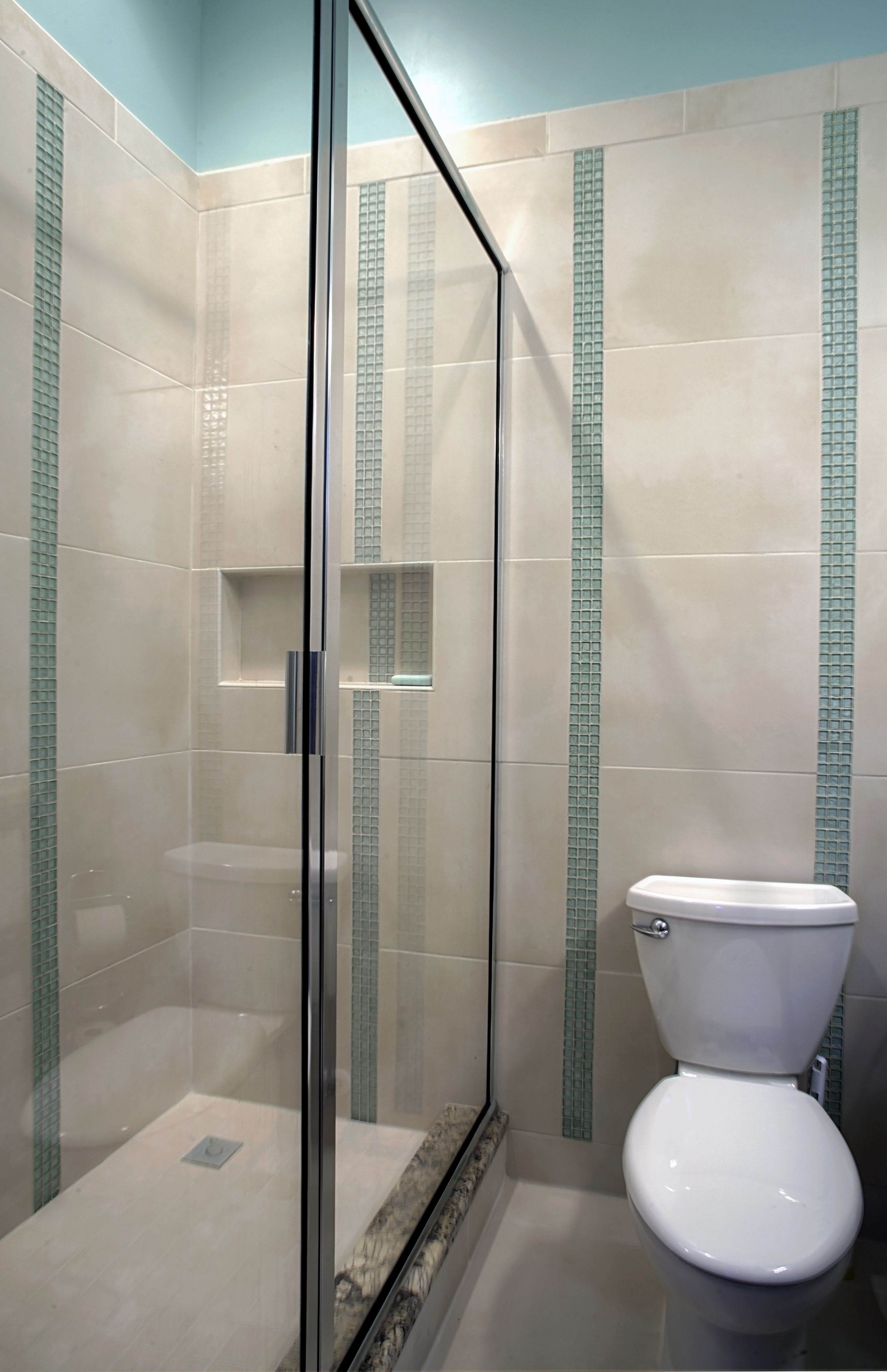
Átlagos méretű mai amerikai fürdőszoba
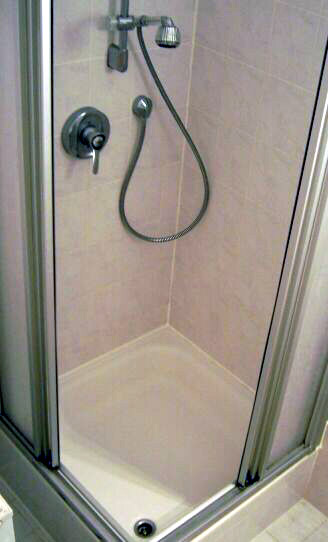
Tipikus zuhanyzófülke állítható zuhannyal